# Anti Atlas
Anti Atlas is een Britse band, die geleid wordt door Ned Bigham en Chris Hufford.
Ned Bigham is een klassiek opgeleide musicus, die gestudeerd heeft aan het Trinity College Music in Londen. Zijn switch naar de popmuziek begint als slagwerker bij Neneh Cherry. Hij speelt nog in de acid jazz band D-influence en komt zo in aanraking met Hufford.
Chris Hufford is eigenlijk geen musicus, maar is manager van onder meer Radiohead, Supergrass en Gemma Hayes. Hij heeft in de begindagen ook tracks van Radiohead geproduceerd.
Hun carrières kruisen elkaar aan het begin van de 21e eeuw. Het resultaat is album (1). De muziek is te omschrijven als ambient, lounge en beetje rustige progressieve rock, met gebruik van samples. Men verwijst weleens naar This Mortal Coil, de muziek vertoont wel overeenkomsten, maar is te vrolijk om de vergelijking goed te kunnen doorstaan.

## Discografie
- (2003): Future Nostalgia
- (2007): Between Two / Between Voices